# Marie Claire
A Marie Claire havonta megjelenő francia női magazin. Magyarországon először 2007-ben jelent meg.

## Története
A lapot Jean Provoust alapította 1937-ben. A lap elindítása eltért szakmájától, mert eredetileg ruhaipari termékeket gyártott. Az újság elindítása ugyanakkor üzletének is reklám volt. Eleinte szerdánként jelent meg a lap. 1942-től 1954-ig nem jelenthették meg, mivel az akkori náci uralom sok más lappal együtt ennek előállítását és terjesztését is tiltotta. 1954-ben adták ki újból a lapot, immár havilapként.
1976-ban a lap alapítója, Provoust nyugdíjba ment. Utódja lánya, Evelyn lett. Egy évvel később 49%-os részesedést vett a L’Oréal csoport. A részvények többsége viszont a mai napig a Provoust család birtokában vannak. 2001-ben a L’Oréal csoport a kiadó miatt részvényeit eladta, így mára már 42%-os arányban tulajdonos a Hachette Filipacchi Medias. A magazin saját kategóriájában, azaz a havonta megjelenő női magazinok körében mindmáig piacvezető.[forrás?]
Eközben megalakult a Group Marie Claire, ami egy magazincsoportot ölel fel, melyek különböző témákban jelennek meg: például divat, lakberendezés, főzés, családi élet és kertészkedés.
Egyes források szerint a magazin névadását Marguerite Audoux 1910-ben publikált Marie-Claire c. regénye ihlette.
A lap 27 országban jelenik meg. Az Egyesült Királyságban azonban 2019-ben megszüntették a nyomtatott lap kiadását.

## Tartalma
A magazinban rendre felmerülnek új témák, melyeket a mindennapi élet szül, és aktualitásuk miatt kerülnek be a lapba. Minden számban szerepel a divat, haj és szépség, egészség és fitnesz, életmód és hírességek, karrier és pénz, szex és kapcsolatok, világcikkek és játékok rovatai. E kategóriákon belül még számos más található, pár kiemelés közülük: részletek egy „divatguru” naplójából, edzésprogram, életmódcikkek és ajándékvásárlási tippek.
A magazinban megjelent cikkek általában a megszokott, egyszerű betűket használják, ezzel nem lesz túldíszített, és nem keltenek zsúfoltságot az oldal lapjain. A cikkeket szinte mindig egy képhez szerkesztik, abból a megfontolásból, hogy ez kelti fel az olvasó figyelmét. Az újság lapjai általában élénk színűek és rengeteg képet tartalmaznak.
A cikkek egyszerű nyelvezettel íródnak, bár előfordulnak benne a szépségiparban használatos szaknyelvet jellemző szavak, mondatok is, olykor szleng is felfedezhető benne.
Az újságban rengeteg reklám található, leginkább nőknek szóló termékekről: ruhaipari cikkek, szépségápoló termékek, tisztítószerek (pl. Tide tisztítószermárka vagy L’Oreal sminktermékek). Ezek a reklámok eltérő formátumban kapnak helyet a magazinban: egész oldalasak és kicsik egyaránt lehetnek, de minden esetben színesek, és többé-kevésbé igazodnak a lap stílusához. Időről időre a rajongók, tanácskérők leveleit, kérdéseit is megjelentetik a rájuk adott válasszal együtt.

## Kivitele
A lapot ofszet nyomdában készítik, korszerű rotációs gépekkel. Általában fényes műnyomót használnak alapanyagul a nyomtatáshoz, ezáltal még igényesebbnek, szebbnek tűnik a sajtótermék. A Marie Claire angliai számai a nyomdából kikerülve B4-es formátumban kerülnek a standokra. A magazin lapjainak összeállítása nem tűzéssel, hanem ragasztással készül.
A lap első oldala mindig megszokott formában jelenik meg, mégis mindig eltér az előzőtől. A lap nevét mindig ugyanazzal a betűtípussal és betűmérettel írják fel, más-más színnel (rózsaszín, piros, ciánkék, vagy akár fekete). A címlapon rendszerint egy híresség pózol az olvasónak, emellett a legfigyelemfelkeltőbb cikkeket emelik ki különböző elhelyezéssel, színnel és betűmérettel, a címlapon szereplő képéhez igazítva. Volt már címlapon az elmúlt pár évben például: Natalie Portman, Cameron Diaz, Angelina Jolie, de Madonna is a szereplők között említhető.

## Kiadása
Az angol Marie Claire úgy jelenhet meg, hogy a francia tulajdonú cégtől az angol kiadó megvette a magazin licencét. A licencszerződés annyit jelent, hogy a gyártási jogot a lap eladja egy másik cégnek meghatározott időre. A legtöbb országba ilyen módon jut el az újság.